# Luka u Doks
Luka (deutsch Luken) ist eine Gemeinde des Okres Česká Lípa in der Region Liberec im Norden der Tschechischen Republik.
Das Bauerndorf liegt 6 km südlich von Doksy (Hirschberg am See) auf der Hochfläche zwischen Daubaer Schweiz und Kummergebirge. 5 km nordöstlich erhebt sich der markante Velký Bezděz (Bösig) mit seiner weithin sichtbaren Burganlage.

## Geschichte
Erste schriftliche Überlieferungen über die slawische Ansiedlung stammen vom Anfang des 15. Jahrhunderts. Luka war nach Bezděz gepfarrt, und der Prager Erzbischof Zbynko Zajíc von Hasenburg bestätigte 1410 den Augustiner-Chorherren auf dem Karlshof ihre Rechte für Luka. Den Augustinern gehörte jedoch nicht das gesamte Dorf; zwei Bauernhöfe waren der Burg Bösig dienstverpflichtet und wurden schließlich verkauft.
Im Laufe des 16. Jahrhunderts gelangte Luka zur Herrschaft Bösig in Hirschberg. 
Südwestlich von Luka, am Rande der Höhenzüge der Daubaer Schweiz, befand sich das alte Kastell Týn, das zuletzt den Waldsteinern gehörte und um das die Ansiedlung Týn entstand. 1912 hatte Luken 30 Häuser, und im zugehörigen Thein standen um den Meierhof noch 14 Häuser. Die auf dem Thomasberg (Tomášův vrch) oberhalb des Hausker Grundes gelegenen Häuser von Belsko gehörten ebenfalls zu Luken.
In dem Dorf bestehen ein Kolonialwarenladen und eine kleine Kneipe; Betriebe sind nicht ansässig. An den Wochentagen verkehrt viermal am Tag ein Autobus nach Doksy.

## Gemeindegliederung
Die Gemeinde besteht aus den Ortsteilen Luka (Luken) und Týn (Thein). Zu Luka gehört außerdem die  Einschicht Kbelsko (Belsko).

## Sehenswürdigkeiten
- Ruinen des Kastells Týn
- Burg Houska
- Teufelsstein bei Houska